# ۋ

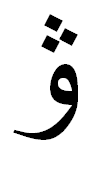

الواو المثلثة (ۋ) هو حرف إضافي للكتابة العربية، ويمثل الخامس في قيرغيزستان، الأغورية، قديم والتتار، وجورج في كازاخستان، كما كان يستخدم سابقا في النوجاي.

## الكتابة
| الموقع من الكلمة: | معزول | بدائي | وسطي | نهائي |
| ----------------- | ----- | ----- | ---- | ----- |
| شكل الحرف:        | ۋ     | ۋ     | ـۋ   | ـۋ    |